# Belle Époque

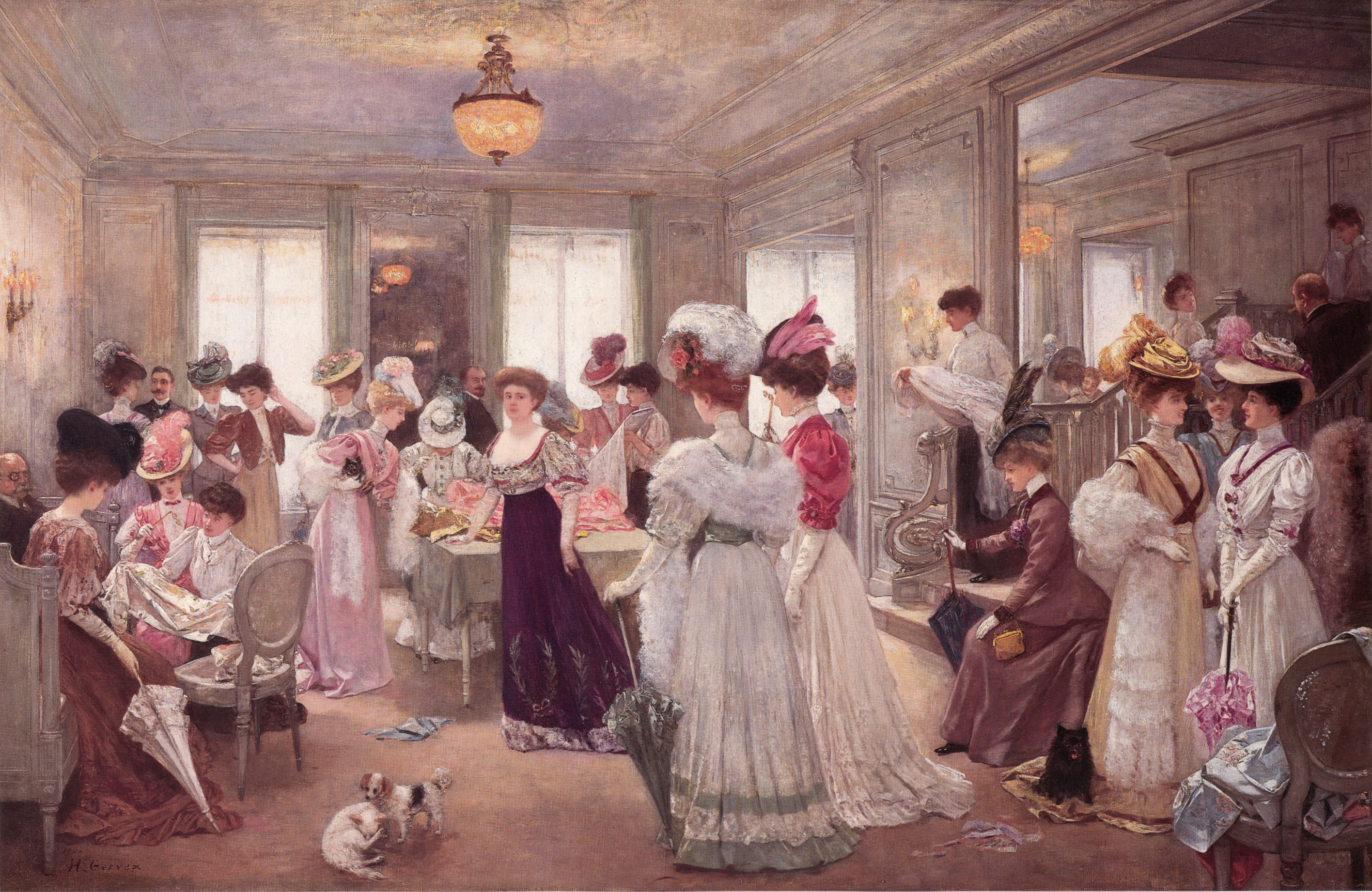
Casa de modă, de Jeanne Paquin (1906)

Belle Époque [bɛleˈpɔk] (din franceză, „Epoca Frumoasă”) este perioada modernă, cu salturi marcante în toate domeniile și viață tihnită până la începutul Primului Război Mondial. Convențional este datată de la sfârșitul Războiului franco-prusac în 1871 până la izbucnirea Primului Război Mondial în 1914.
Apărută în timpul celei de-a Treia Republici Franceze, a fost o perioadă caracterizată de optimism, pace regională, prosperitate economică, un vârf al imperiilor coloniale și inovațiilor tehnologice, științifice și culturale. În climatul perioadei, mai ales la Paris, artele au înflorit. Multe capodopere ale literaturii, muzicii, teatrului și artei vizuale au câștigat recunoașterea. Belle Époque a fost numit în retrospectivă, când a început să fie considerată "Epoca de Aur", spre deosebire de ororile Primului Război Mondial.
În Marea Britanie, anii Belle Époque corespund sfârșitului epocii victoriene și începutul epocii eduardiene, din timpul domniei regelui Eduard al VII-lea. În Germania, Belle Époque coincide cu wilhelminismul, iar în Rusia, cu domniile țarilor Alexandru al III-lea și Nicolae al II-lea. România o experimentează pe durata domniei lui Carol I. 

## Termen
Expresia s-a născut la sfârșitul anilor 1930; prima utilizare fără echivoc provine dintr-un program radio intitulat: "Ah, la Belle Époque! Croquis musical de l'époque 1900", prezentat de André Allehaut la Radio-Paris în noiembrie 1940, pentru a evoca cei 50 de ani care au precedat Primul Război Mondial.
Cu toate acestea, pentru istoricii Jean Garrigues, Philippe Lacombrade și Dominique Lejeune, expresia s-ar fi născut mai degrabă în 1919..

## Arte

### Literatură
În timpul Belle Époque există o activitate literară intensă și excentrică: Baudelaire, campionul modernității pariziene, Léon Bloy, Pierre Louÿs și Octave Mirbeau. Victor Hugo și Emile Zola, atât intelectuali, cât și scriitori, care au crezut în progresul social și au promovat o societate mai armonioasă, nu vor înceta să denunțe condițiile de trai deplorabile ale clasei muncitoare. Ei marchează secolul la fel cum Voltaire a marcat secolul al XVIII-lea.
Maupassant și Emile Zola  pun bazele tranziției de la realism la modernism care din 1890 cucerește întreaga Europă. O capodoperă a modernismului este În căutarea timpului pierdut, de Marcel Proust, lucrare complexă, finalizată în 1909. În Germania Thomas Mann a devenit unul din cei mai mari scriitori ai lumii. 
Alți scriitori care au marcat lumea literară franceză Belle Époque includ pe: Anatole France (1844-1924); Paul Claudel (1868-1955); Alphonse Allais (1854-1905); Guillaume Apollinaire (1880-1918); Maurice Barrès (1862-1923); René Bazin (1853-1932); Colette (1873-1954); François Coppée (1842-1908); Alphonse Daudet (1840-1897); Alain Fournier (1886-1914); André Gide (1869-1951); Pierre Louÿs (1870-1925); Maurice Maeterlinck (1862-1949); Stéphane Mallarmé (1840-1898); Octave Mirbeau (1848-1917); Anna de Noailles (1876-1933); Charles Péguy (1873-1914); Marcel Proust (1871-1922); Jules Renard (1864-1910); Arthur Rimbaud (1854-1891); Romain Rolland (1866-1944); Edmond Rostand (1868-1918); și Paul Verlaine (1844-1890). 
În România schițele și comediile lui Caragiale satirizează din plin această perioadă, până la 1912. 

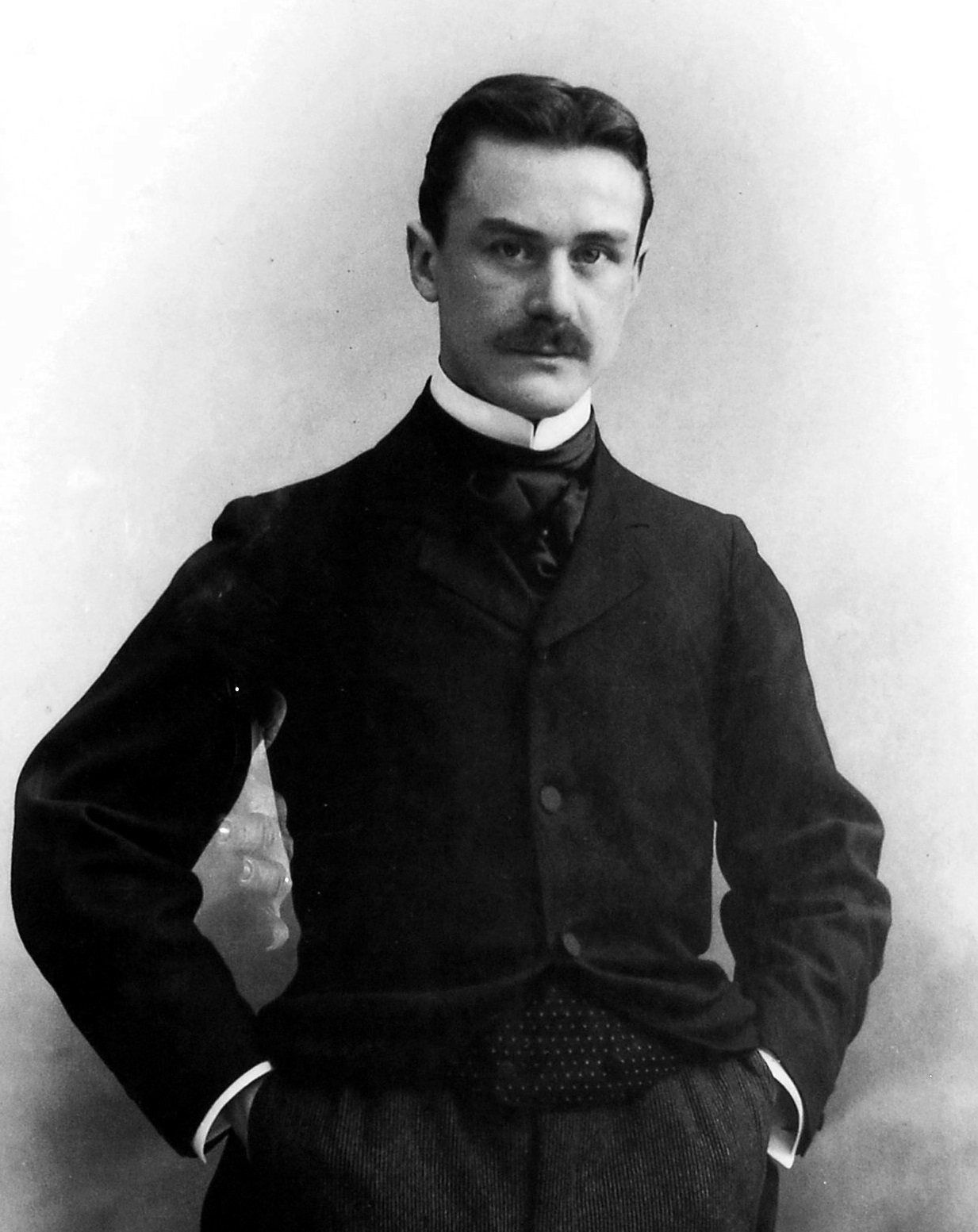
Thomas Mann (1900)
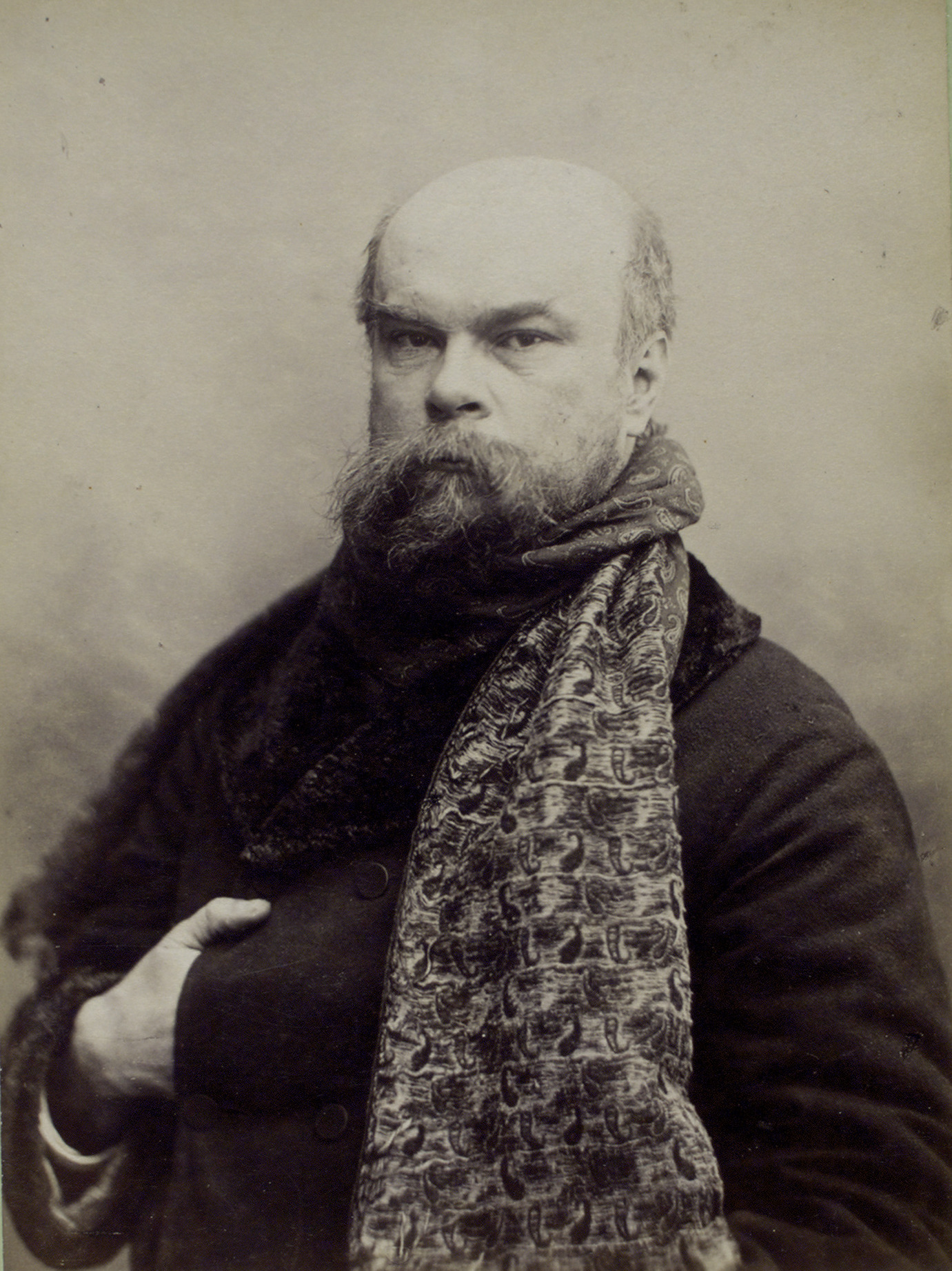
Paul Verlaine (1893)
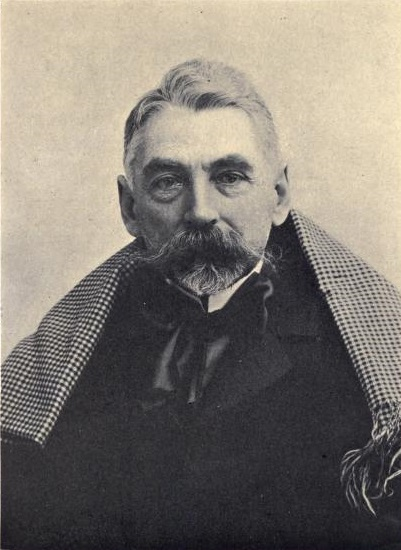
Stéphane Mallarmé (1896)
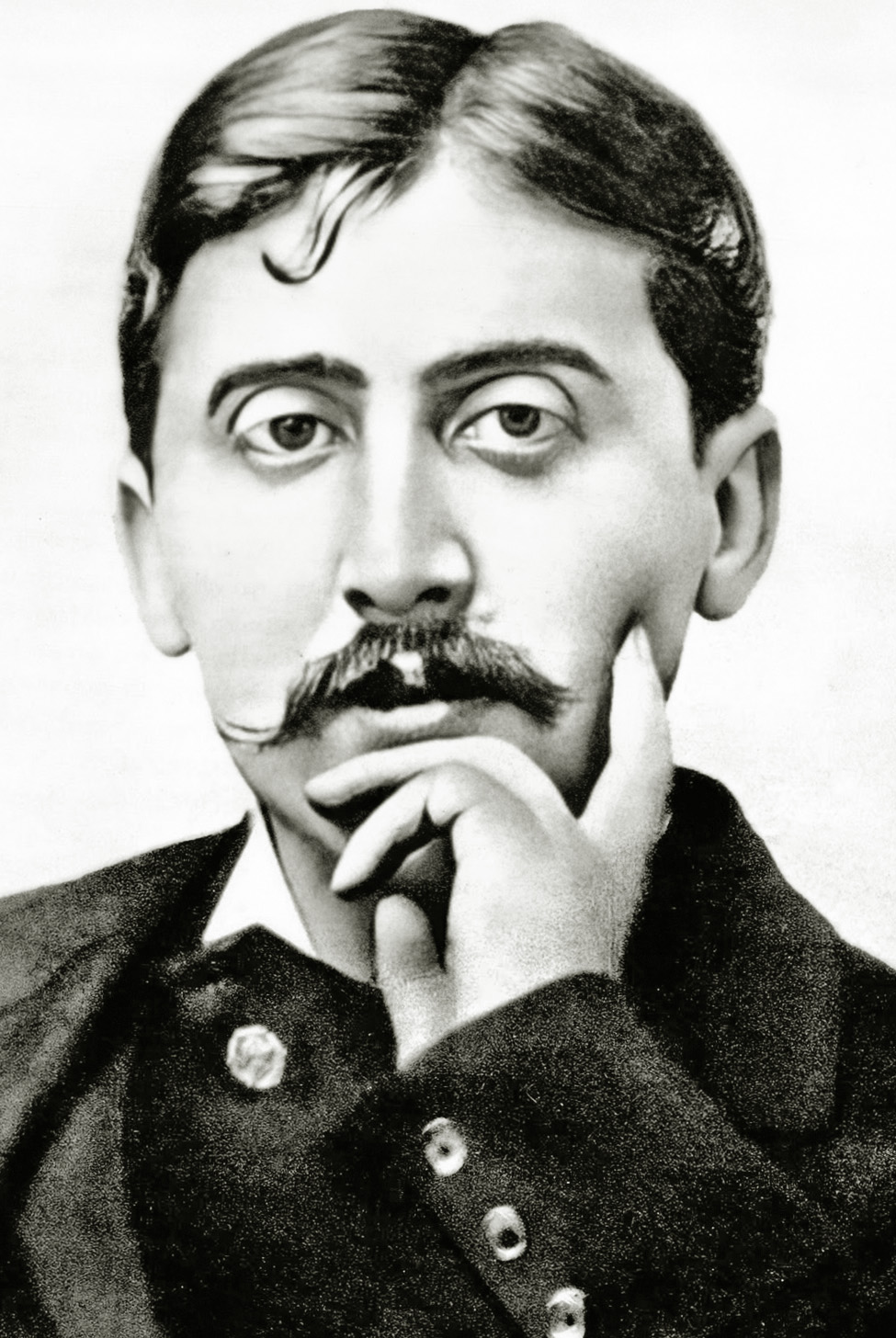
Marcel Proust (1900)
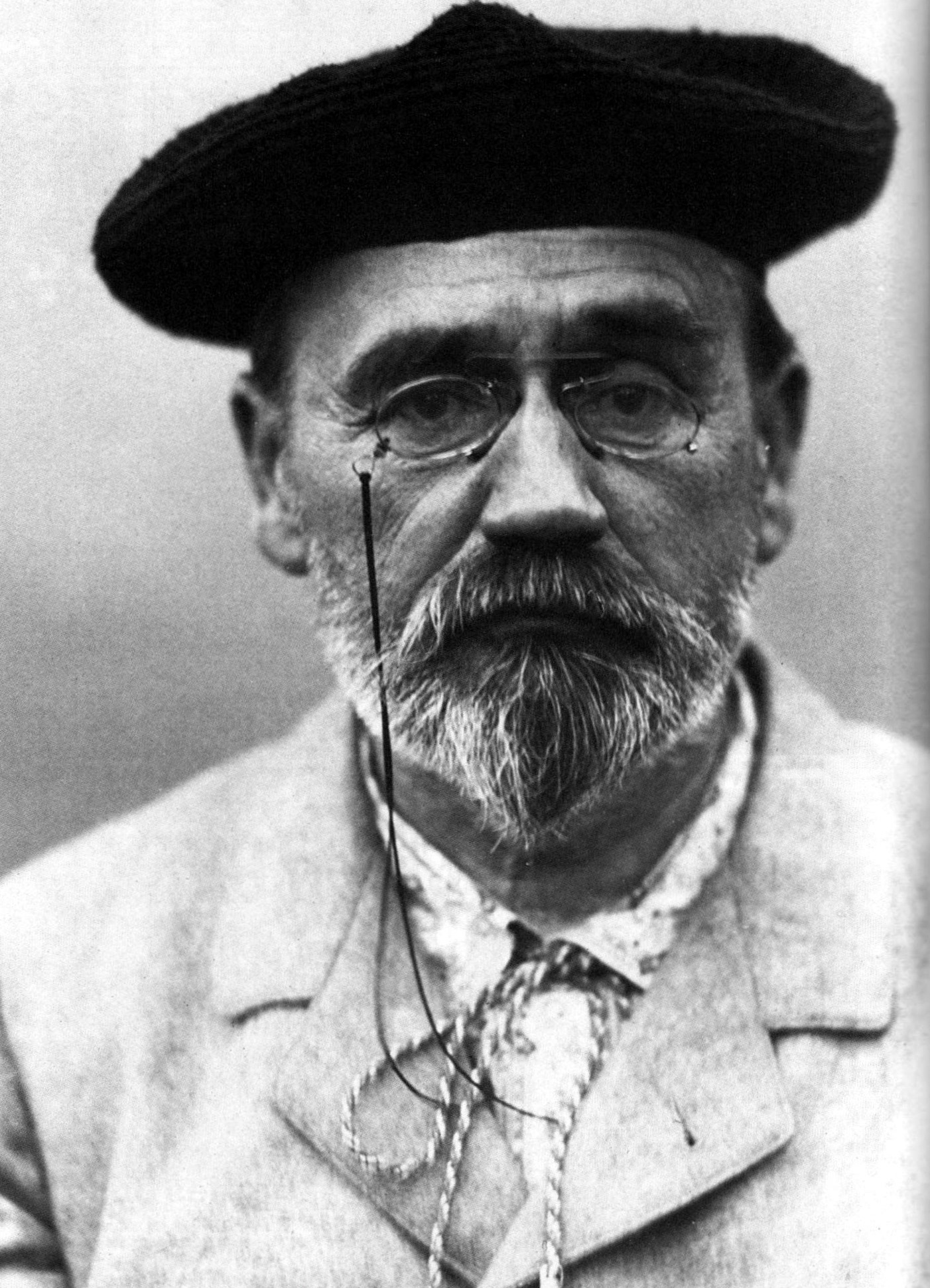
Emile Zola (1902)

### Muzică

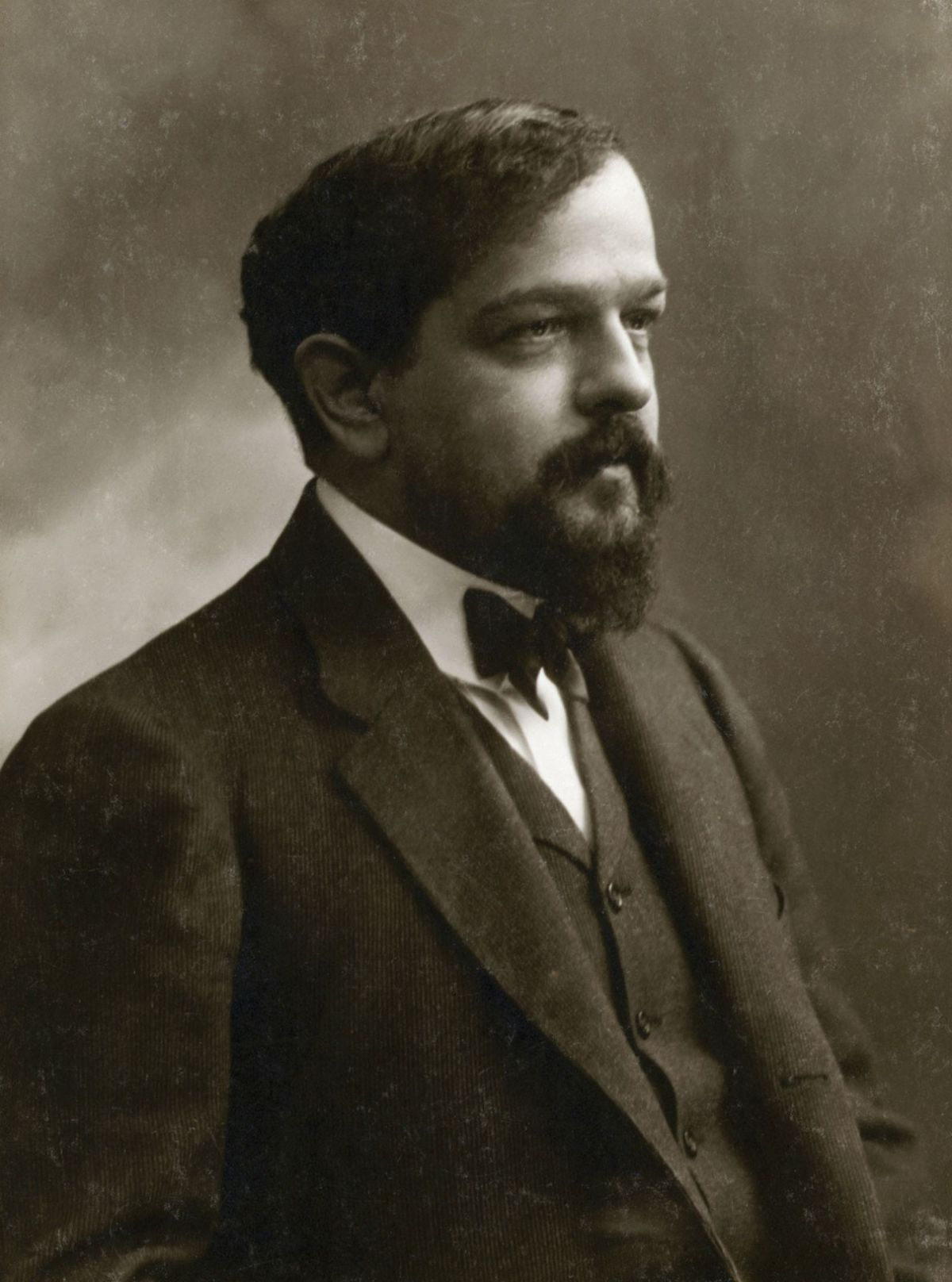
Claude Debussy (1908)

Georges Bizet (1838-1875), născut la Paris, a fost admis la Conservatorul din Paris când avea zece ani. El a terminat cea mai faimoasă lucrare a sa, Carmen, scrisă pentru Opera comică, în 1874. Chiar înainte de premieră, Carmen a fost criticată ca fiind imorală.  În plus, muzicienii s-au plâns că nu se poate interpreta, iar cântăreții că nu se poate cânta. Cronicile au fost amestecate iar publicul rece. După moartea lui Bizet în 1875, Carmen a devenit una dintre cele mai cunoscute și iubite opere din repertoriul mondial.
Cel mai cunoscut compozitor care a locuit la Paris în ultima perioadă a Belle Époque a fost Claude Debussy  (1862-1918). El s-a născut la Saint-Germain-en-Laye, în apropiere de Paris și a intrat la Conservator în 1872. A devenit parte a cercului literar parizian al poetului simbolist Mallarme. La început, un admirator al lui Richard Wagner, a continuat să experimenteze impresionismul în muzică, muzica atonală și cromaticismul. Cele mai cunoscute opere ale sale sunt: Clair de Lune pentru pian (scrisă în jurul anului 1890, publicată în 1905), La Mer pentru orchestră (1905) și opera Pelléas et Mélisande (1903-1905).  Cel mai revoluționar compozitor care a lucrat la Paris în timpul Belle Époque a fost rusul Igor Stravinsky, care și-a câștigat faima cu trei balete compuse pentru Baletele Rusești ale lui Serghei Diaghilev:
Pasărea de Foc (1910), Petrușka (1911) și Ritualul primăverii (1913). 
Alți compozitori influenți ai Parisului în perioada respectivă au inclus pe: Jules Massenet (1842-1912), autorul operelor Manon și Werther și Eric Satie (1866-1925), care și-a câștigat existența ca pianist la "Le Chat Noir", un cabaret în Montmartre , după ce a părăsit Conservatorul. Lucrările sale cele mai renumite sunt Gymnopédies (1888).

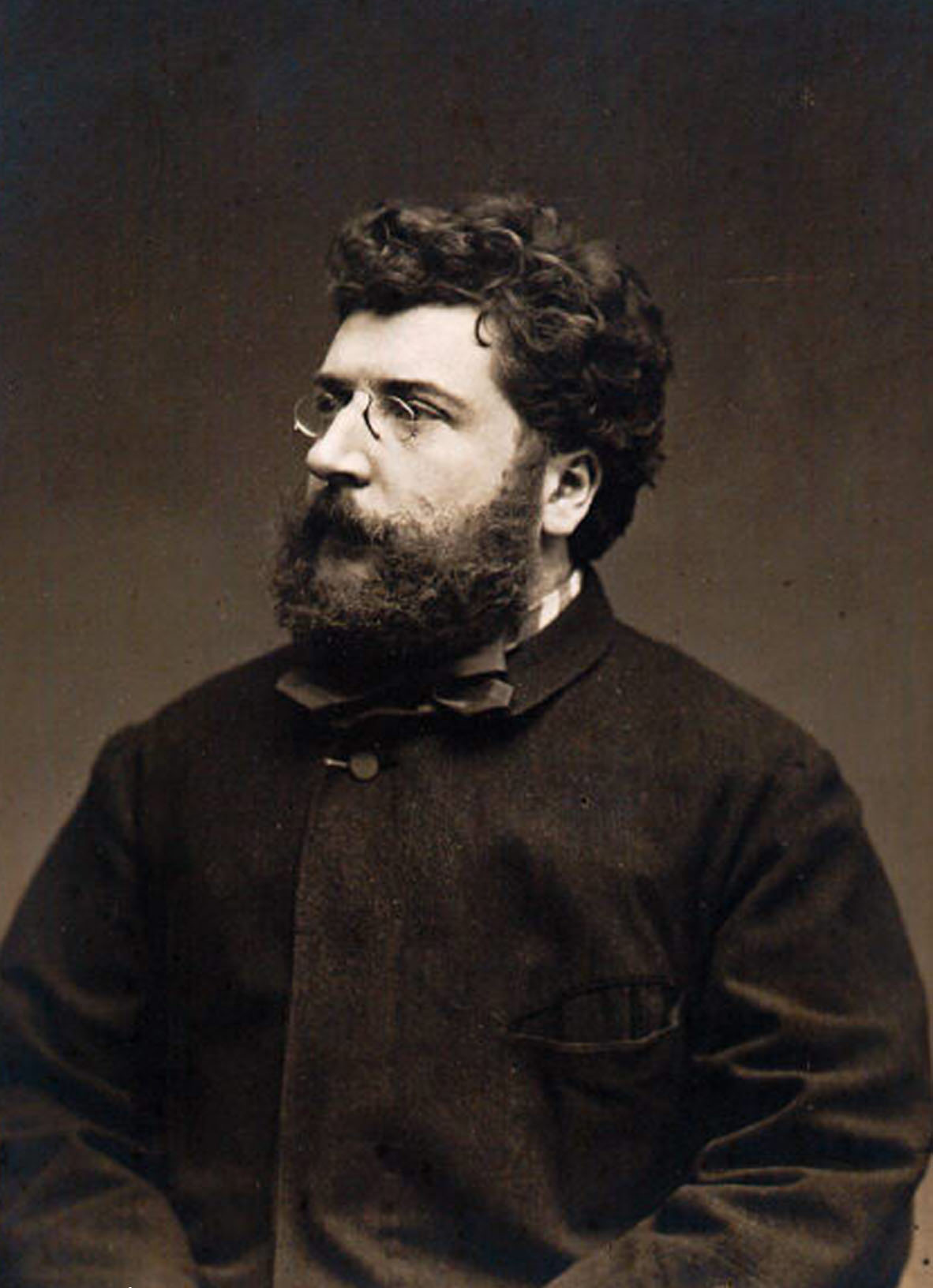
Georges Bizet (1875)
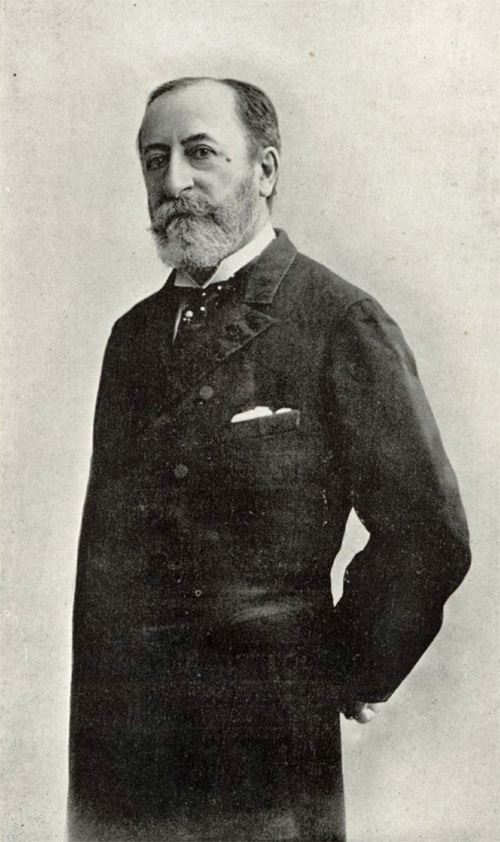
Camille Saint-Saëns (ca. 1880)
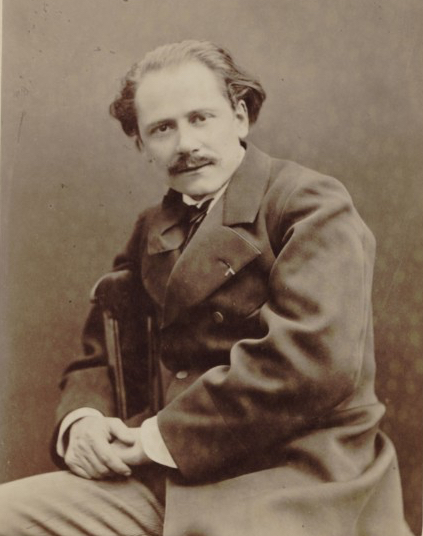
Jules Massenet (1880)
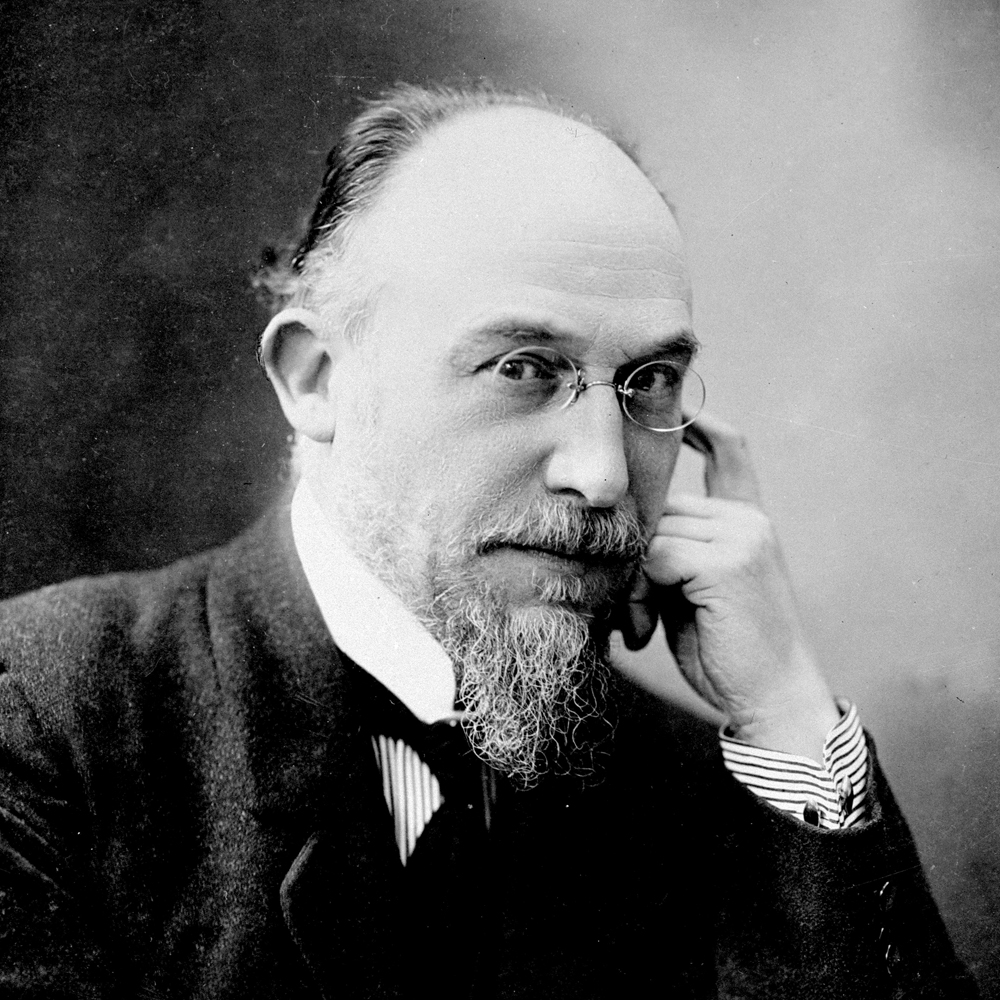
Erik Satie
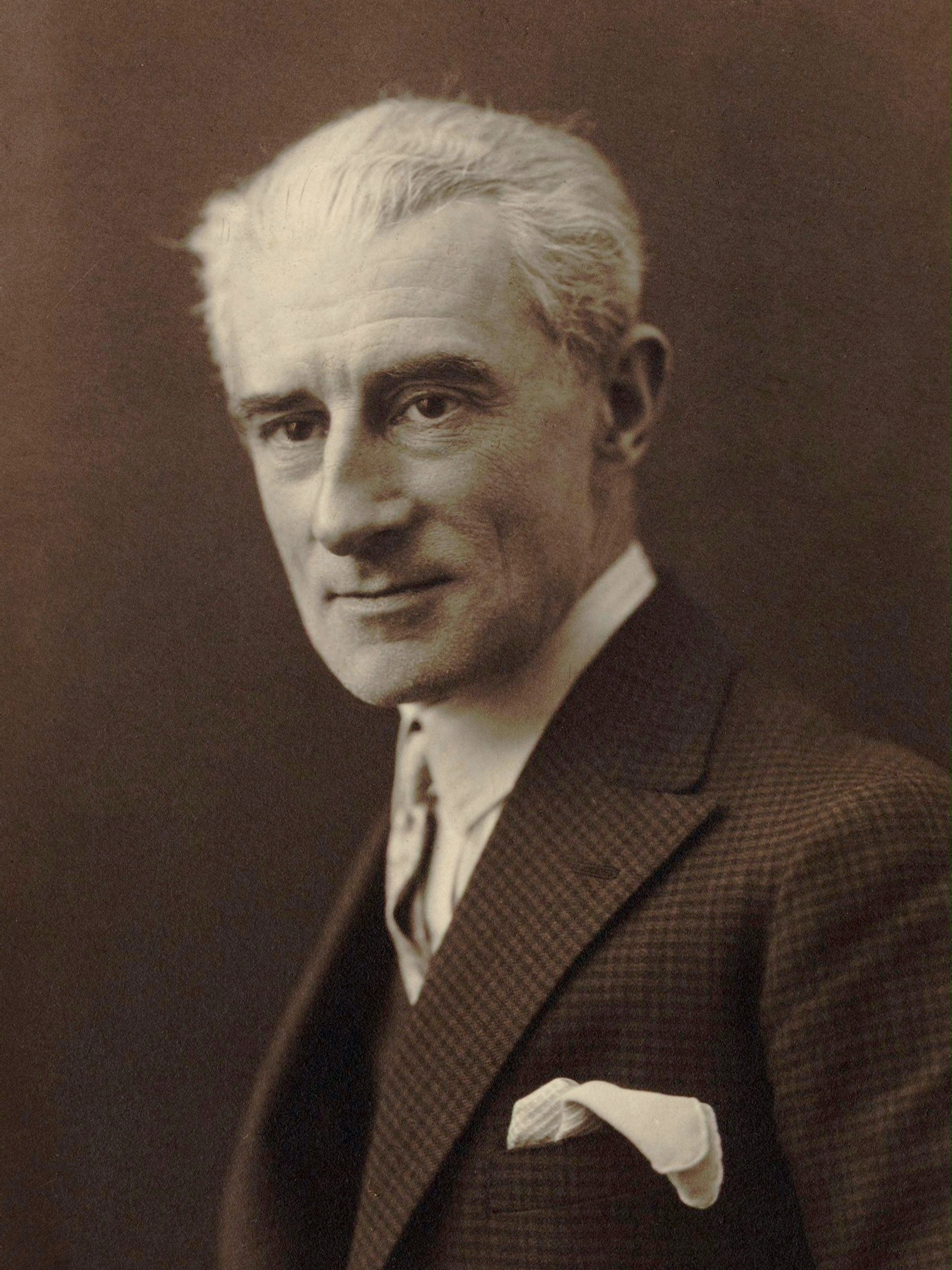
Maurice Ravel
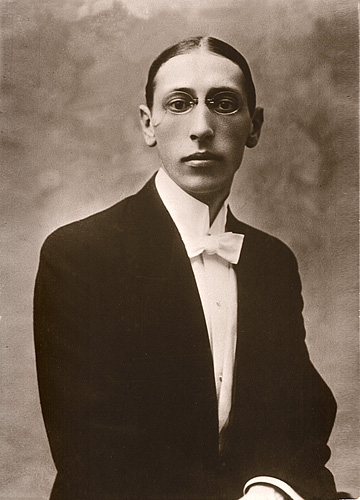
Igor Stravinsky în 1903

### Pictură

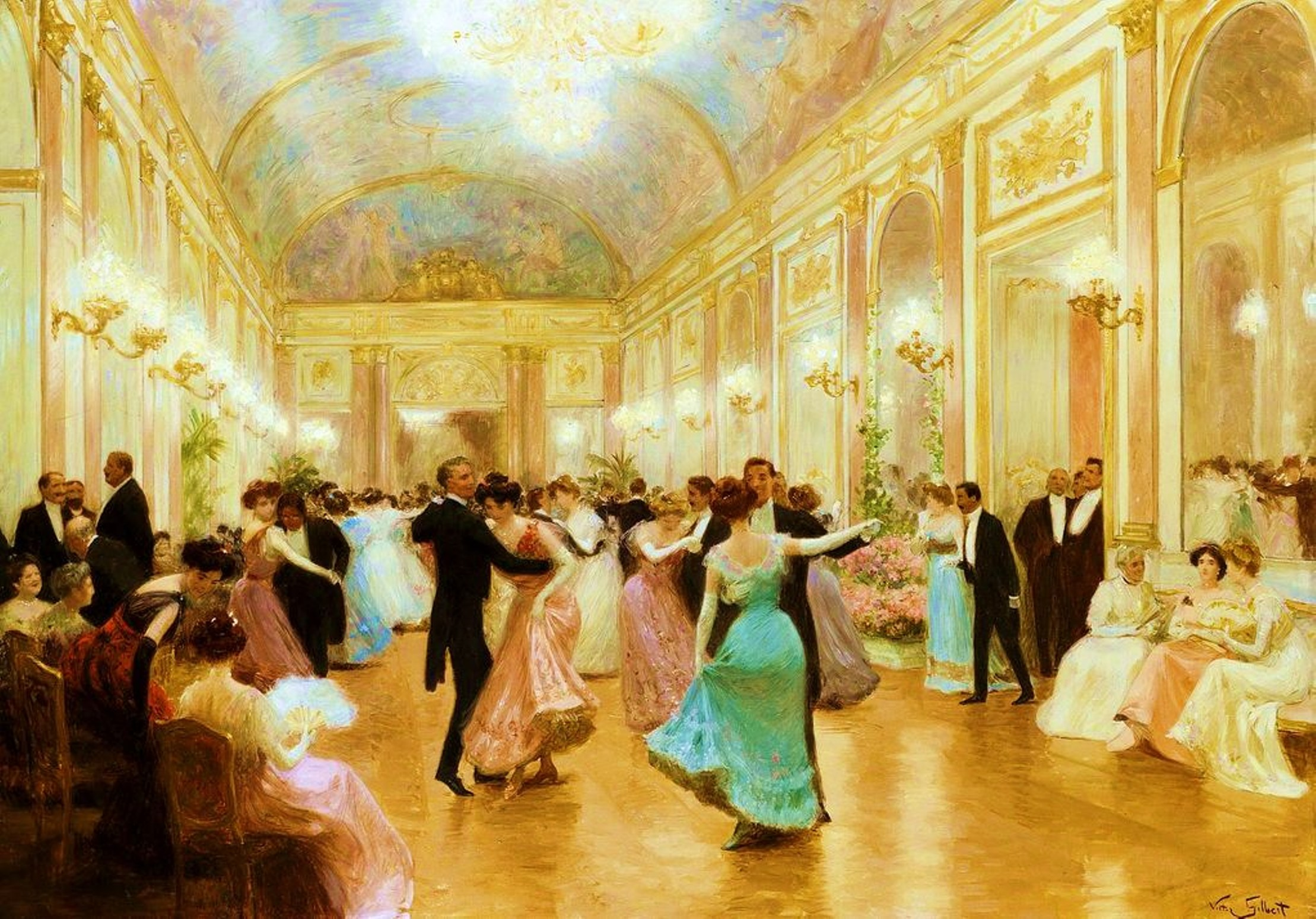
O seară elegantă, de Victor-Gabriel Gilbert, 1880.

În 1890, Vincent van Gogh a murit. În anii 1890, picturile sale au început să se bucure de admirație, mai întâi printre ceilalți artiști, apoi treptat în rândul publicului. Reacțiile împotriva idealurilor impresioniștilor au caracterizat artele vizuale din Paris în timpul Belle Époque. Printre mișcările post-impresioniste din Paris se numărau Les Nabis, Salon de la Rose + Croix, mișcarea simbolistă (de asemenea, în poezie, muzică și artă vizuală), Fauvismul și modernismul timpuriu. Au fost expuse primele lucrări de cubism și abstacționism. De asemenea, influențele străine s-au simțit puternic la Paris. 
Formele sunt tratate de cubiști într-un mod revoluționar; viziunea realului este detonată, descompusă, restructurată în conformitate cu concepțiile intelectuale în care formele necesare sunt cubul, sfera și cilindrul. Pablo Picasso și Georges Braque sau Juan Gris sunt maeștii  acestei tendințe. Domnișoarele din Avignon realizată de Picasso în 1907 este considerat primul manifest cubist. Construcția tabloului este riguroasă, liniile geometrice articulează compoziția, influența „art negre” au conferit operei un caracter ciudat care a fost foarte controversat la momentul expoziției.
Printre artiștii proeminenți din Paris în timpul Belle Époque se numără postimpresioniști ca Odilon Redon, Gustave Moreau, Maurice Denis, Pierre Bonnard, Édouard Vuillard, Paul Gauguin, Henri Matisse, Émile Bernard, Henri Rousseau, Henri de Toulouse-Lautrec (a cărui reputație se îmbunătățește substanțial după moartea sa), Giuseppe Amisani și tânărul Pablo Picasso. 
Henri Matisse întors la Paris după ce a vizitat Saint-Tropez în 1905, a pictat o lucrare revoluționară, Luxe, Calme et Volupté, folosind culori strălucitoare și vopsele îndrăznețe. Matisse și artiști precum André Derain, Raoul Dufy, Jean Metzinger, Maurice de Vlaminck și Charles Camoin au revoluționat lumea artistică din Paris cu peisaje "sălbatice", multi-colorate, expresive pe care criticii le-au numit Fauvism. Două versiuni ale pânzei Dans (1909) de Henri Matisse au însemnat un punct cheie în dezvoltarea picturii moderne.
Salonul din Paris, care își construise o reputație și care măsura succesul pictorilor în cel de-Al Doilea Imperiu, a continuat să se desfășoare și sub cea de-A Treia Republică până în 1881, când un guvern francez mai radical a respins sponsorizarea oficială. A fost înlocuit de un nou Salon sponsorizat de Societatea artiștilor francezi. În decembrie 1890, liderul societății, William-Adolphe Bouguereau, a promovat ideea că noul Salon ar trebui să fie o expoziție de artiști tineri, care nu au fost încă premiați. Ernest Meissonier, Puvis de Chavannes, Auguste Rodin și alții au respins această propunere și au făcut o secesiune. Ei au creat Societatea Națională de Arte-Frumoase care deținea și o expoziție proprie. În 1903, ca răspuns la ceea ce mulți artiști la acea vreme simțeau ca fiind o organizație birocratică și conservatoare, un grup de pictori și sculptori condus de Pierre-Auguste Renoir și Auguste Rodin au organizat Salon d'Automne.

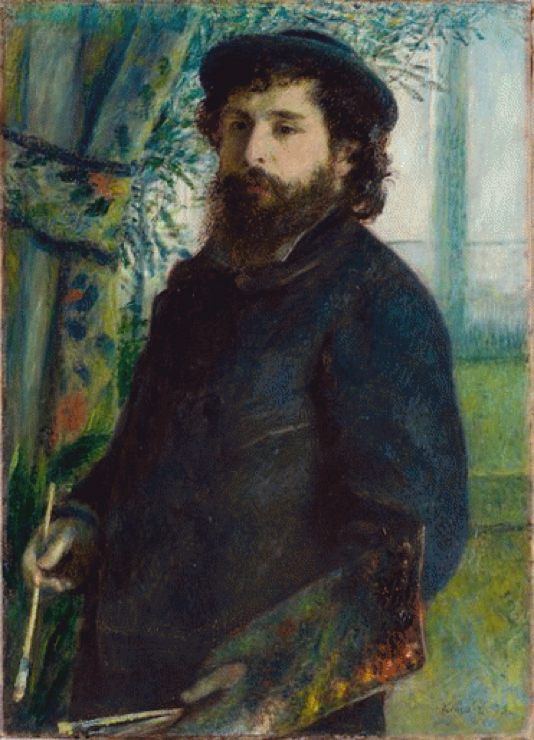
Claude Monet, de Pierre-Auguste Renoir (1875)
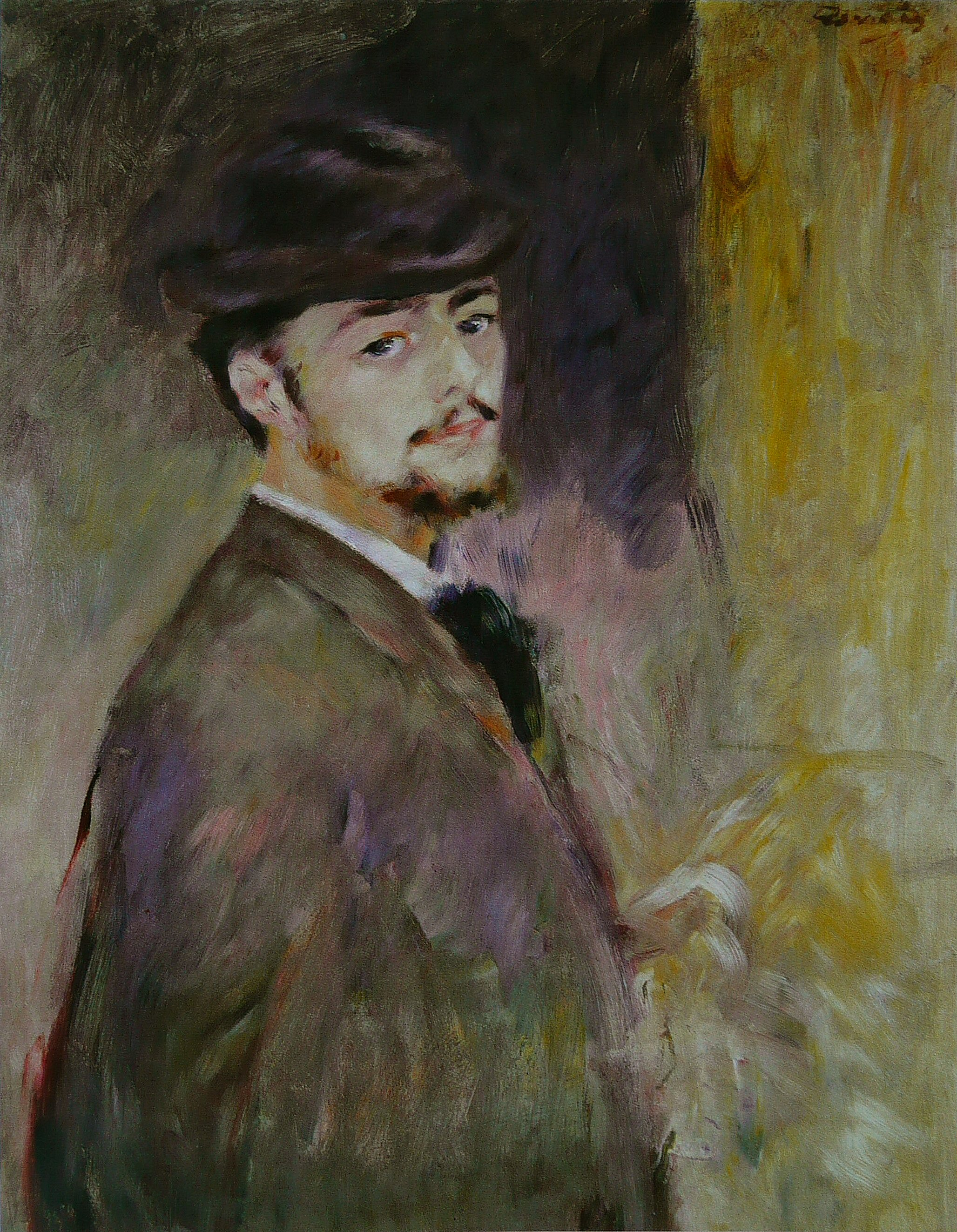
Autoportret al lui Pierre-Auguste Renoir (1876)
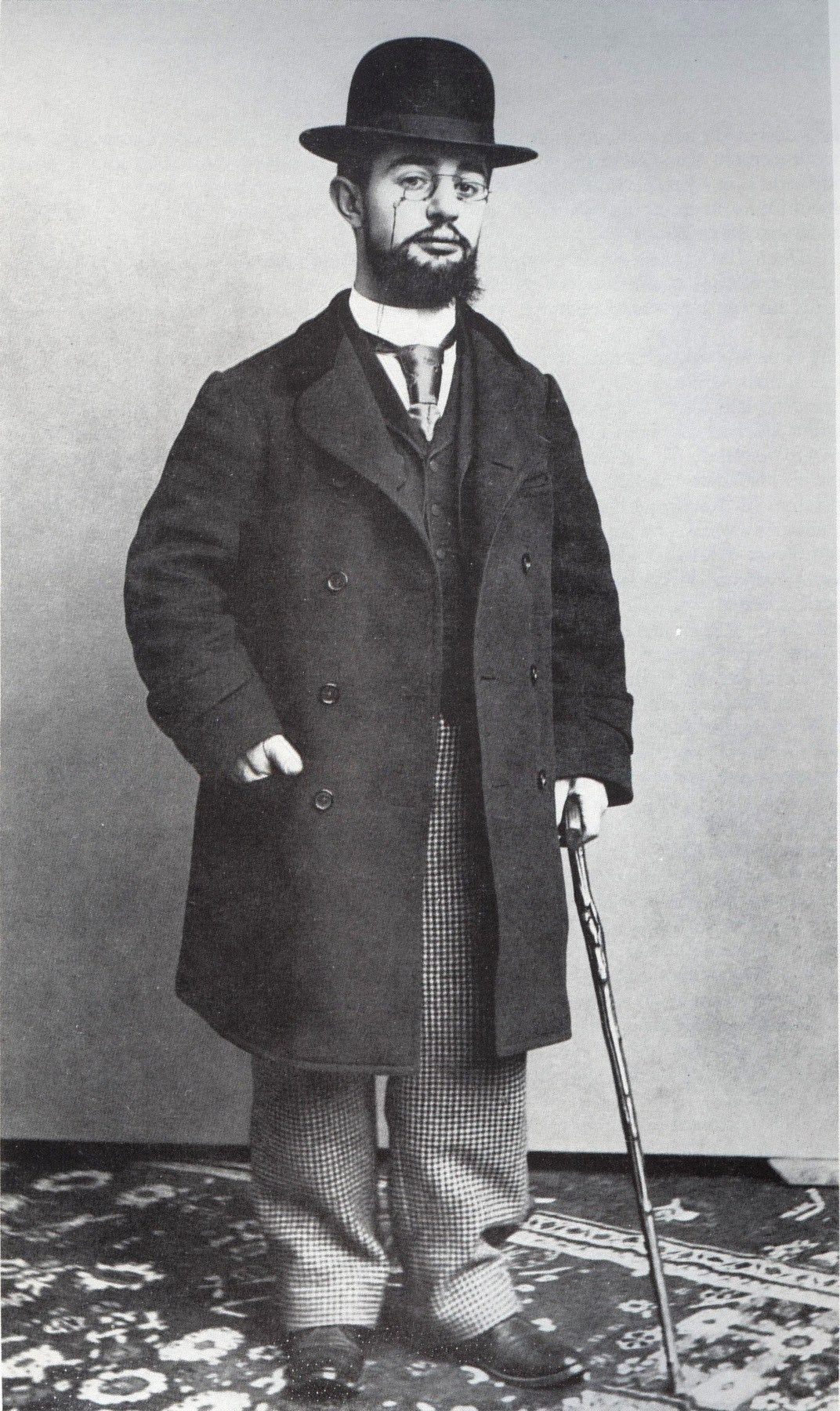
Henri de Toulouse-Lautrec
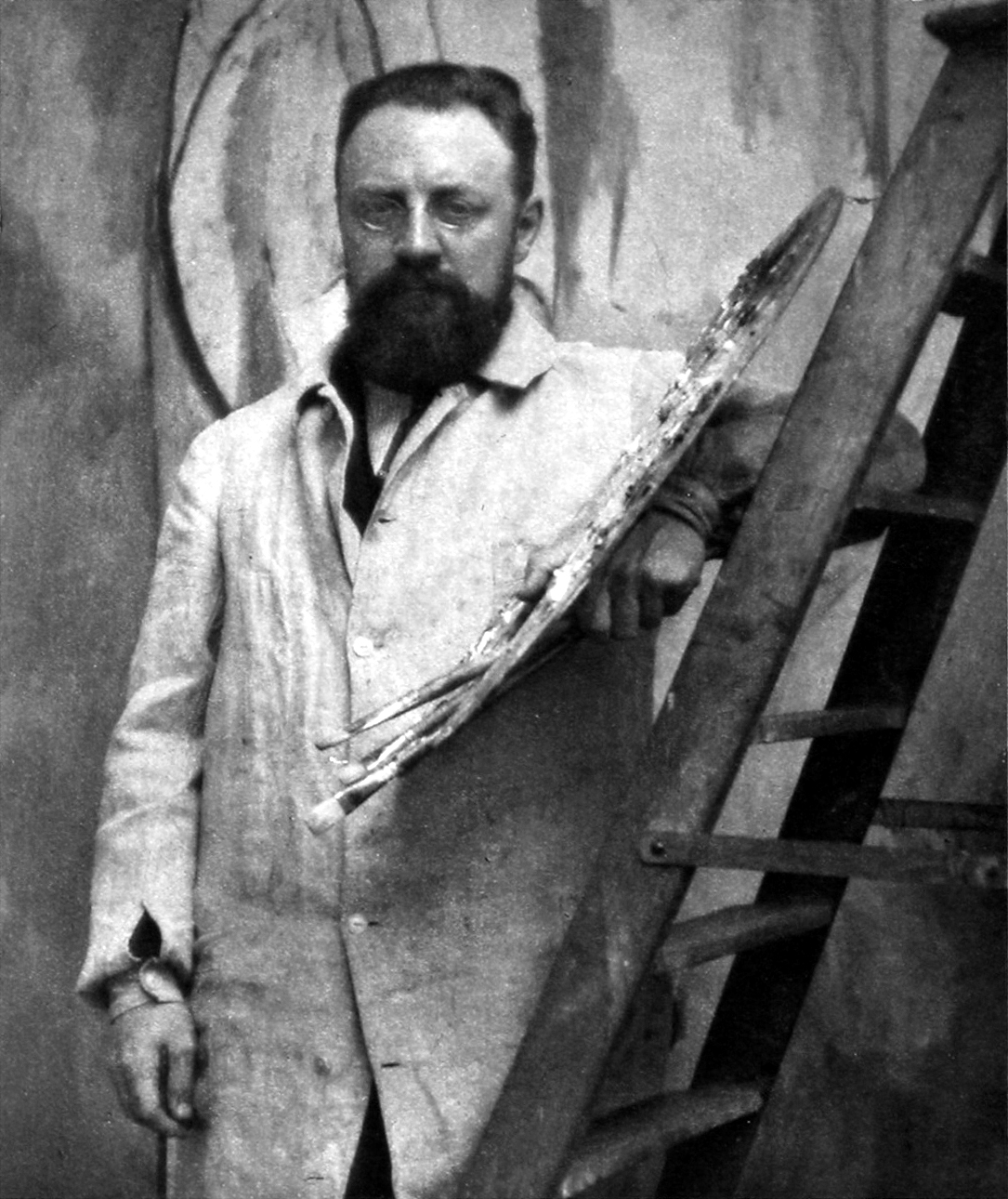
Henri Matisse (1913)

### Sculptură

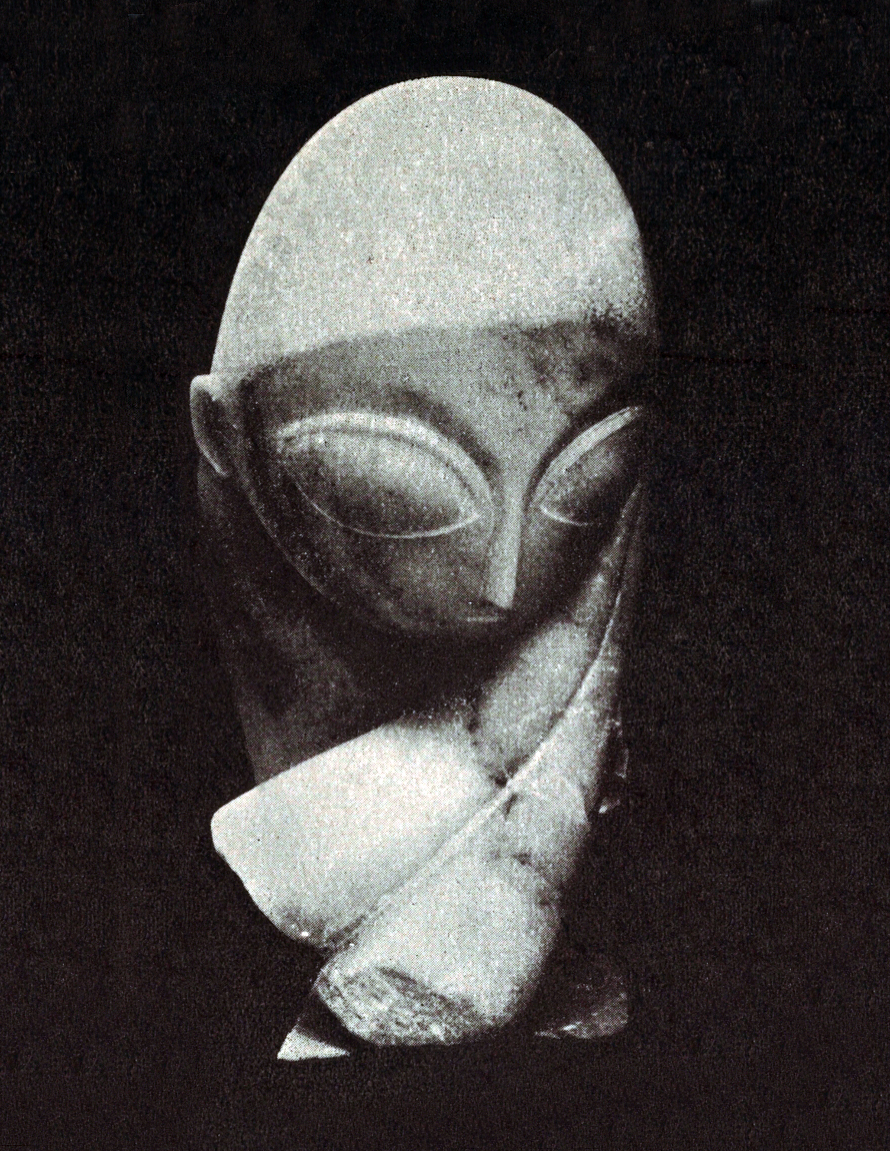
Domnișoara Pogany, de Constantin Brâncuși, 1912

Belle Époque a fost perioada de aur pentru sculptori; guvernul celei de-a Treia Republicii a comandat foarte puține clădiri monumentale, dar a comandat un număr mare de statui ale scriitorilor, oamenilor de știință, artiștilor și figurilor politice franceze care curând au umplut parcurile și piețele orașului. Cel mai proeminent sculptor al perioadei a fost Auguste Rodin (1840-1917).  Născut la Paris într-o familie din clasa muncitoare, el nu a fost admis la École des Beaux-Arts și a fost respins și de Salonul din Paris. A trebuit să lupte timp de mulți ani pentru a câștiga recunoașterea, susținându-se financiar ca decorator și mai târziu ca designer pentru fabrica de porțelan Sèvres. Treptat, treptat a câștigat atenția prin designul său la "Poarta infernului", un muzeu de artă decorativă care nu a fost construit niciodată;. Cea mai cunoscută lucrare a sa a fost Gânditorul. Primește comandă de la Asociația “Les Gens de lettres” pentru statuia lui Balzac; dorind să exprime natura bizară a romancierului el începe cu un portret veridic, pe care îl alterează, ca să-l apropie de fizionomia dorită. Provoacă în acest fel un scandal care în final îi aduce celebritatea. Lucrările lui Rodin au fost expuse în apropierea Expoziției din 1900, care i-a adus numeroși clienți străini. Până la moartea sa, a fost cel mai faimos sculptor din Franța.
Alți sculptori mai tradiționali ale căror lucrări au câștigat laude la Paris în timpul Belle Époque au fost Jules Dalou, Antoine Bourdelle (fostul asistent al familiei Rodin) și Aristide Maillol. Lucrările lor au decorat teatre, parcuri și au fost prezentate la Expoziții Internaționale. Cei mai mulți artiști avangardiști s-au organizat în Societatea artiștilor independenți.  La începutul secolului, Parisul a atras sculptori din întreaga lume. Sculptorul român Constantin Brâncuși (1876-1957) s-a mutat de la București la München, apoi la Paris, unde a fost admis, în 1905, la Școala de Arte Frumoase.  A lucrat timp de două luni în atelierul lui Rodin, dar a plecat, declarând că: "Nimic nu crește la umbra marilor copaci" și și-a urmat propria direcție în modernism. Brâncuși a câștigat faima la Salonul independenților din 1913 și a devenit unul dintre pionierii sculpturii moderne.

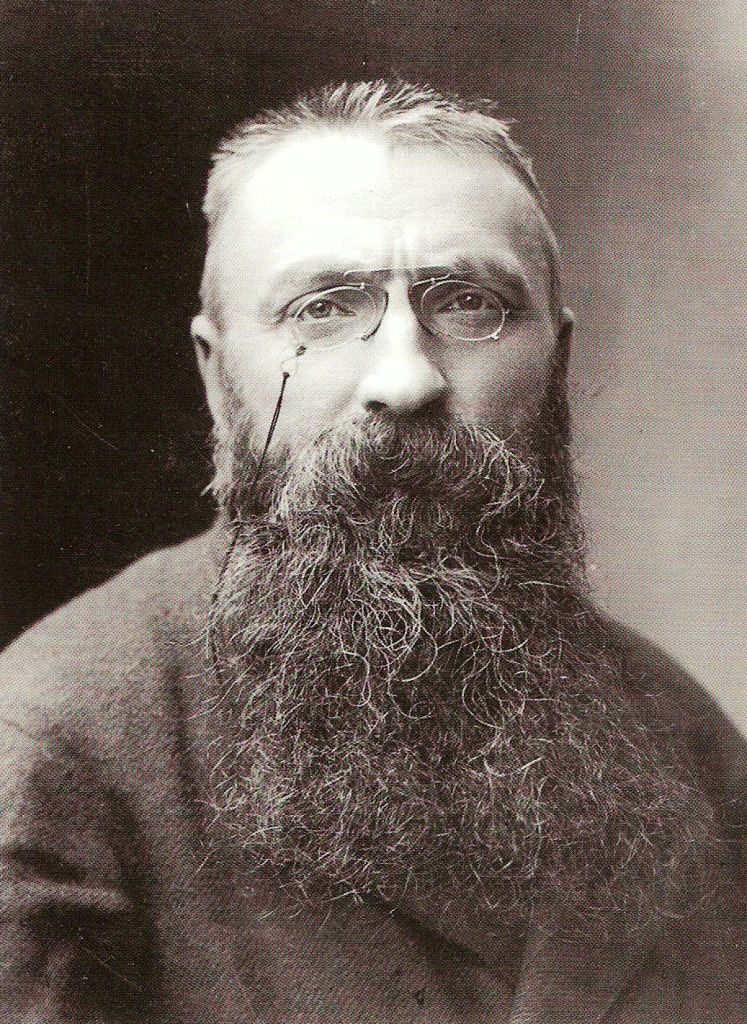
Auguste Rodin în 1891
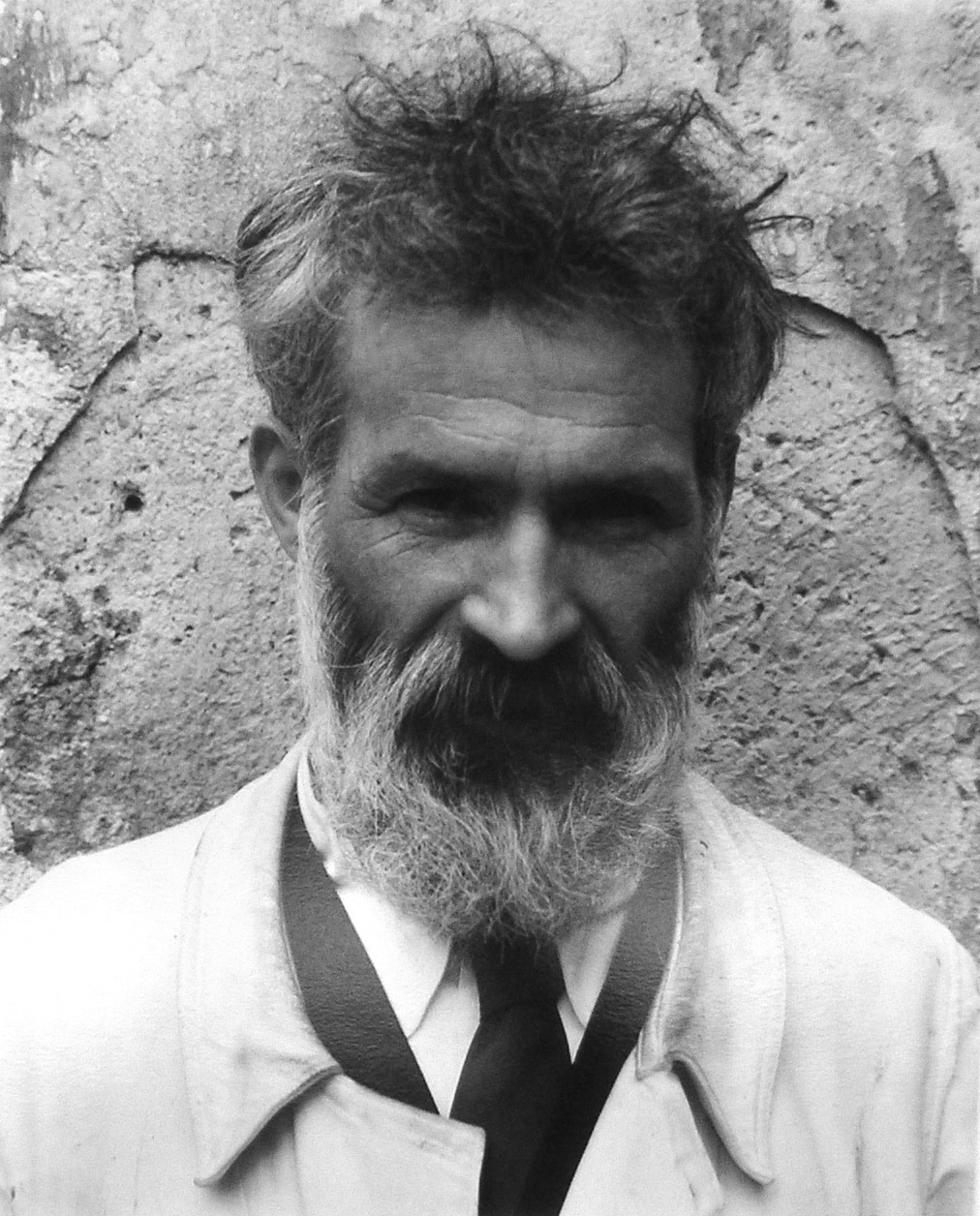
Constantin Brâncuși
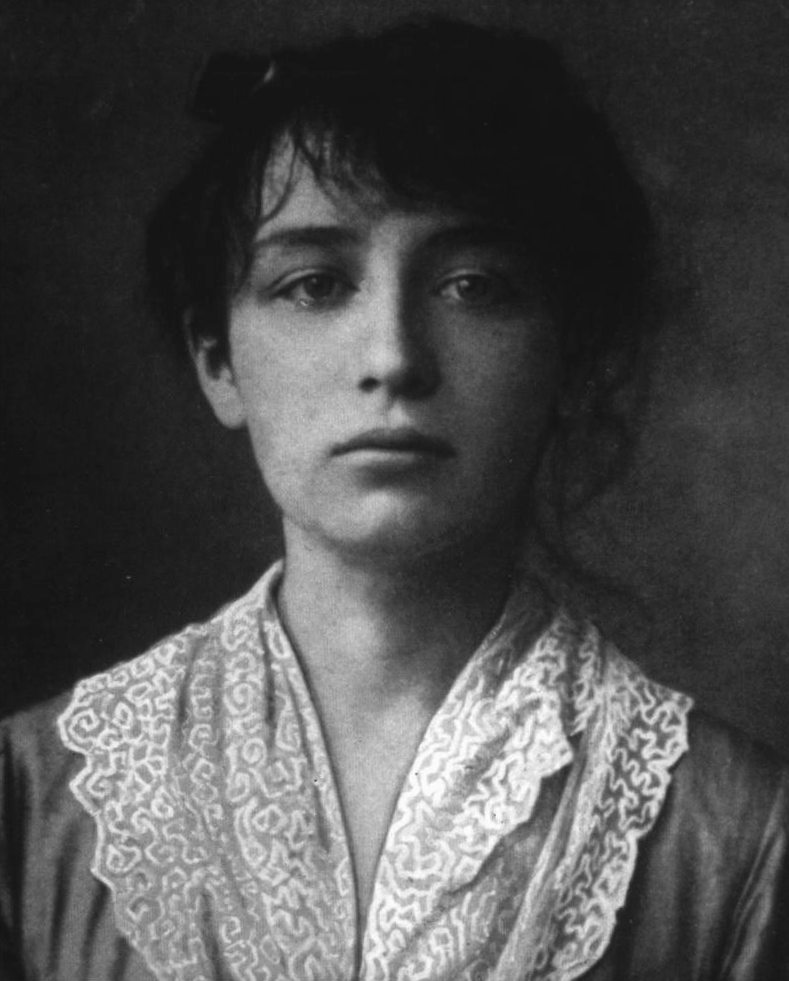
Camille Claudel
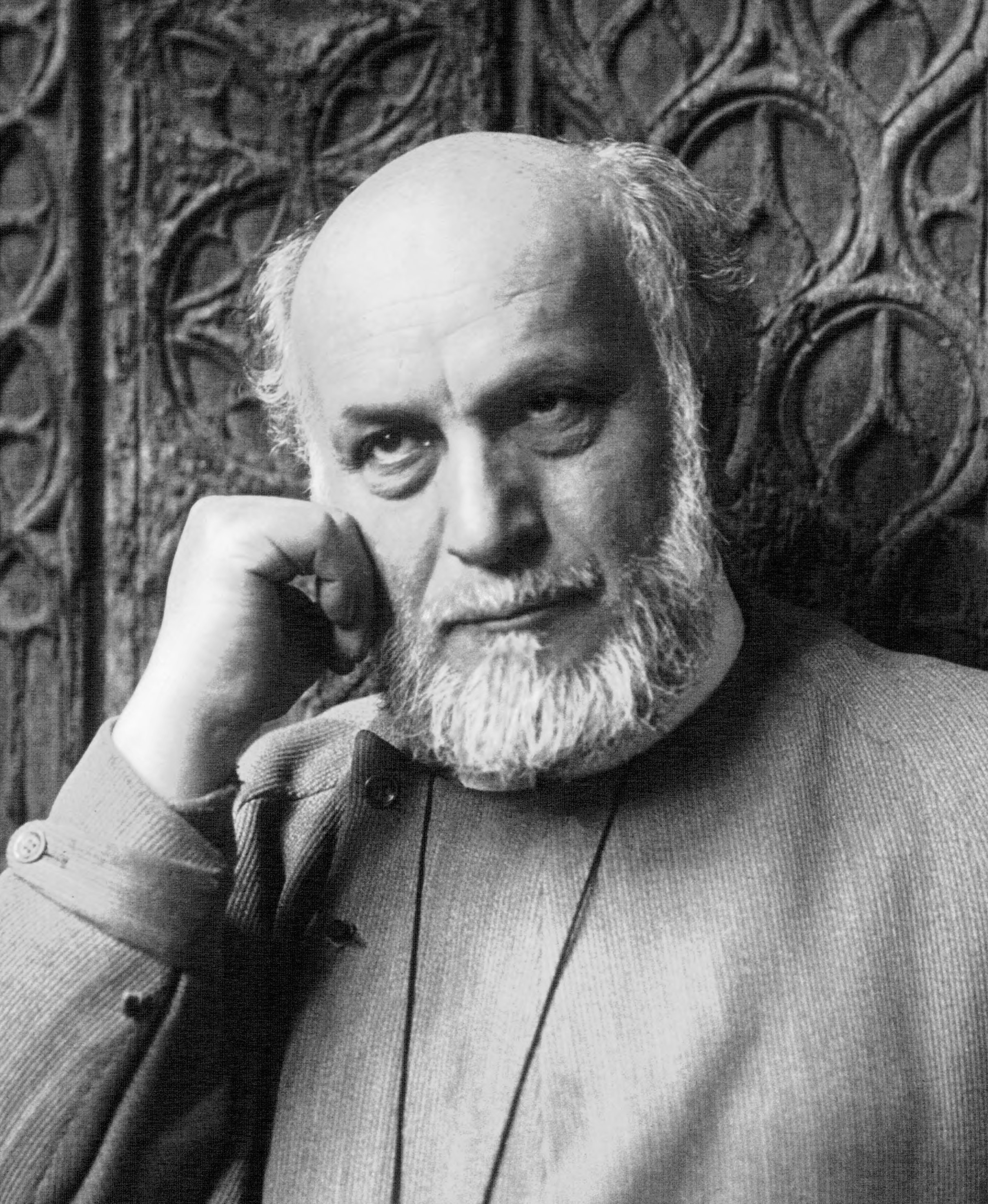
Antoine Bourdelle

## Știință și tehnologie

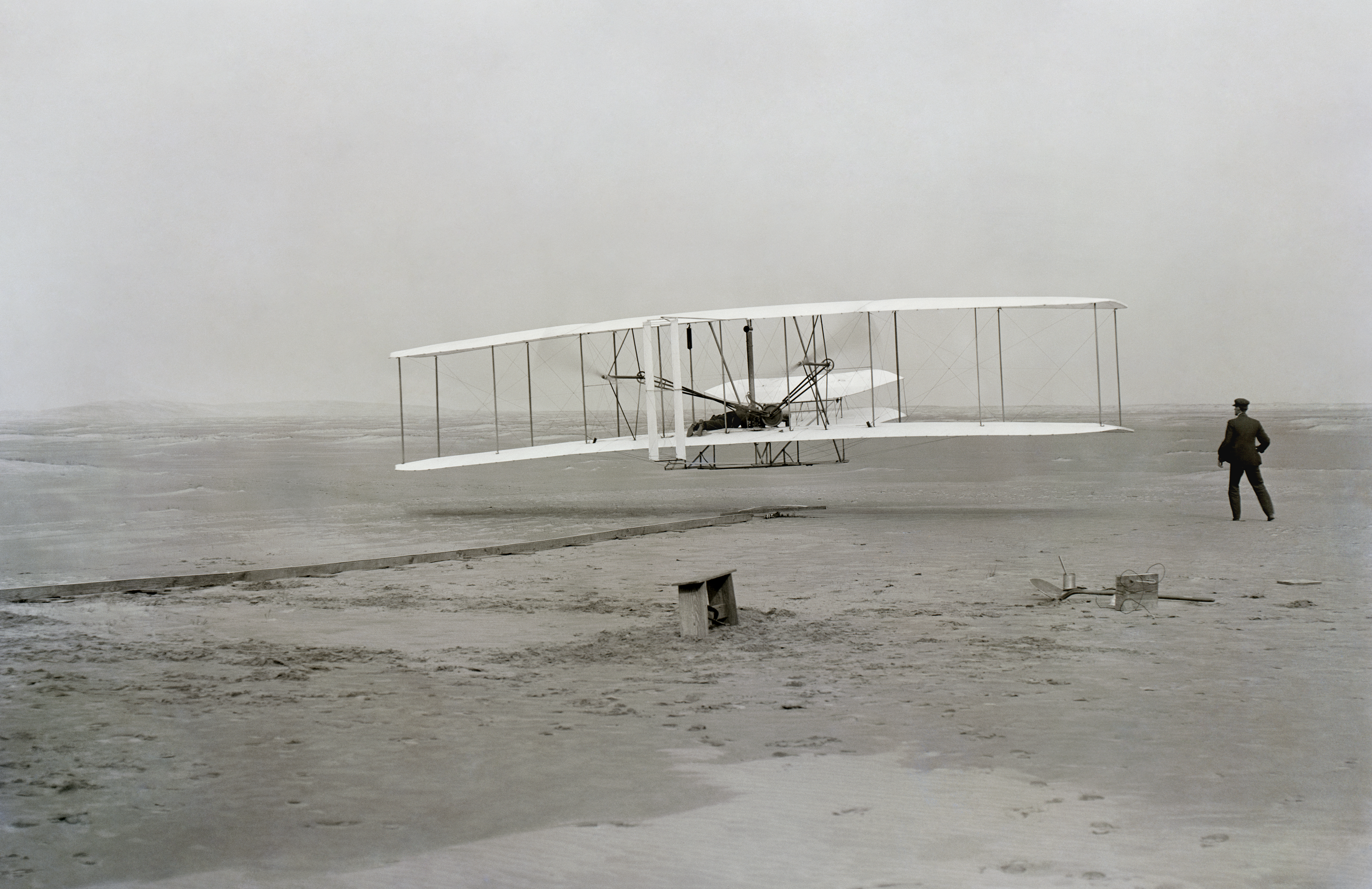
Primul zbor al Fraților Wright, la 17 decembrie 1903.

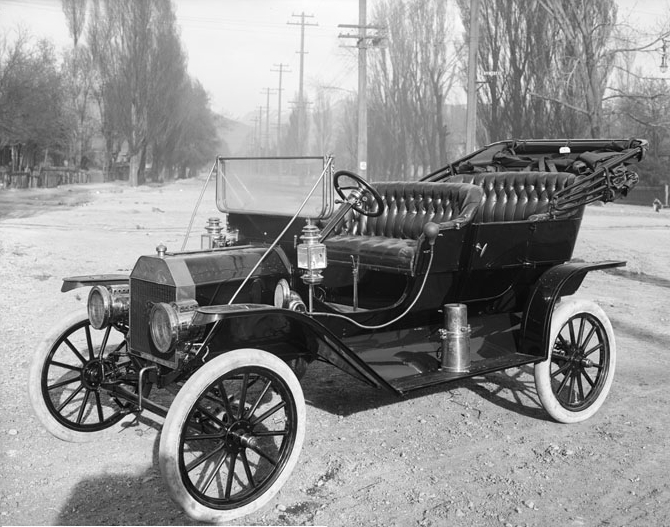
Model Ford-T, 1910

Belle Époque a fost o epocă de mare progres științific și tehnologic în Europa și în lume în general. Invențiile celei de-a doua revoluții industriale au inclus trăsurile fără zgomot într-o multitudine de forme noi la modă, și care au fost înlocuite la sfîrșitul erei de către automobil. Producătorii francezi de automobile, cum ar fi Peugeot, erau deja pionieri în producția de automobile. Edouard Michelin a inventat anvelope pneumatice detașabile pentru  biciclete și automobile în anii 1890. Scuterele și motoretele sunt, de asemenea, invenții ale Belle Époque.
Un număr de inventatori francezi au brevetat produse cu un impact durabil asupra societății moderne. După ce telefonul s-a alăturat telegrafului ca mijloc de comunicare rapidă, inventatorul francez Édouard Belin a inventat belinograful pentru a transmite fotografii prin telefon. Lumina electrică a început să înlocuiască iluminatul cu gaz, iar neonul a fost inventat în Franța.
Franța a fost liderul tehnologiei cinematografice timpurii. Cinematograful a fost inventat în Franța de Léon Bouly și a fost folosit de frații Auguste și Louis Lumière, care au organizat primele proiecții de film din lume. Frații Lumière au făcut multe alte inovații în cinematografie. În această epocă s-au dezvoltat filmele, deși acestea nu au devenit obișnuite decât după Primul Război Mondial.

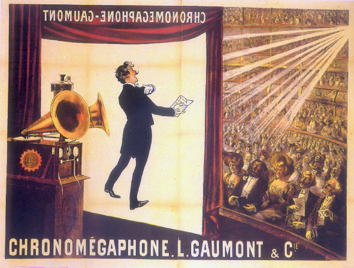
Afiș publicitar din 1908 pentru filmele cu sunet "Gaumont"

La 17 decembrie 1903, Frații Wright realizează primul zbor controlat, iar la 18 martie 1906 Traian Vuia a efectuat prima desprindere de sol a unui aparat de zbor autopropulsat. Doi inventatori francezi, Louis Breguet și Paul Cornu, au făcut, independent unul de altul, experimente cu zborul primului elicopter în 1907. În România, Aurel Vlaicu începe în toamna anului 1909 construcția primului său avion, Vlaicu I, cu care zboară în 1910, devenind un pionier al aviației române și mondiale.

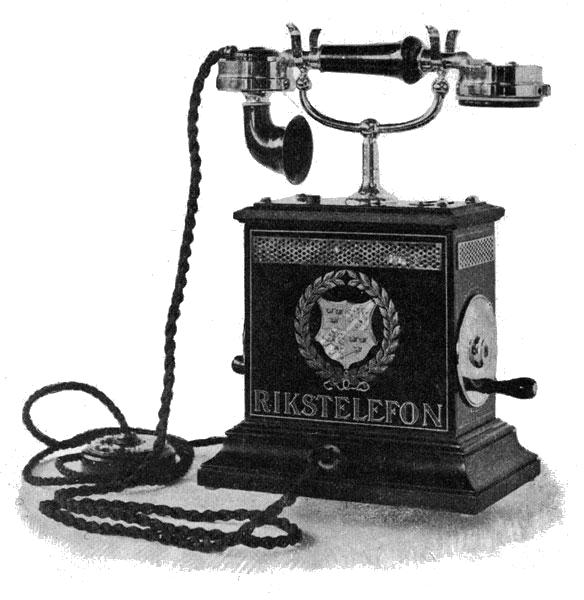
Telefon, 1896

 Un alt inventator român și pionier al aviației mondiale este Henri Coandă, care construiește primul avion cu reacție, fără elice, numit convențional Coandă-1910, pe care l-a prezentat la al doilea Salon internațional aeronautic de la Paris 1910.
Henri Becquerel a descoperit radioactivitatea în 1896 în timp ce lucra cu materiale fosforescente. Munca sa a confirmat și a explicat observațiile anterioare privind sărurile de uraniu de către Abel Niépce de Saint-Victor în 1857.
În această epocă, biologii și medicii au ajuns să înțeleagă teoria germinativă a bolii, iar domeniul bacteriologic a devenit general acceptat. În România Victor Babeș, fondatorul școlii românești de microbiologie, devine co-autor al primului tratat de bacteriologie din lume (1885). Louis Pasteur a fost probabil cel mai faimos om de știință din Franța în această perioadă. El a dezvoltat pasteurizarea și un vaccin împotriva rabiei. Matematicianul și fizicianul Henri Poincaré au avut contribuții importante în matematica pură și aplicată și au publicat cărți pentru publicul larg pe teme matematice și științifice. Marie Curie a câștigat Premiul Nobel pentru fizică în 1903 și Premiul Nobel pentru Chimie în 1911. Fizicianul Gabriel Lippmann a inventat imagini integrale, astăzi încă în uz.

## Moda și bunurile de lux
La începutul Belle Époque, industria de haute couture a fost dominată de Casa de Worth. Charles Worth a proiectat hainele împărătesei Eugénie în timpul celui de-Al Doilea Imperiu și a transformat moda înaltă într-o industrie. Până în 1900, în Paris erau peste douăzeci de case de haute couture, conduse de designeri printre care: Jeanne Paquin, Paul Poiret, Georges Doeuillet, Margaine-Lacroix, Redfern, Raudnitz, Rouff, Callot Sœurs, Blanche Lebouvier și alții, inclusiv fiii lui Charles Worth. Cele mai multe dintre aceste case aveau mai puțin de cincizeci de angajați, însă cele din top 6 șase sau șapte firme aveau între patru sute și nouă sute de angajați. 
La Expoziția Universală de la Paris din 1900, o clădire întreagă a fost dedicată designerilor de modă. Primul spectacol de modă cu modele a avut loc la Londra în 1908. Coco Chanel a deschis primul ei magazin la Paris în 1910, dar faima ei ca designer a venit după Primul Război Mondial.
Doamnele purtau pălării cu flori, cu pene, cu dantele, cu panglici, cu mărgele, mâinile acoperite cu mănuși fine din piele, corsaje, iar ținuta trebuia să fie foarte demnă. Domnii purtau mustață, cămașă albă, pentru a se deosebi de cei care nu aveau privilegiul de păstra „gulerele albe".
În perioada Belle Époque hainele jucau rolul unor cărți de vizită, rochia sau costumul spunând aproape totul despre statutul social.
Creșterea numărului de magazine și a turismului a creat o piață mult mai mare pentru bunurile de lux, cum ar fi parfumurile, ceasurile și bijuteriile. Parfumierul François Coty a început să producă miresme în 1904 și a obținut primul său succes prin intermediul magazinelor. El a descoperit importanța sticlelor elegante în parfumul de marketing și i-a cerut lui Baccarat și lui René Lalique să proiecteze sticle în stil Art Nouveau. 

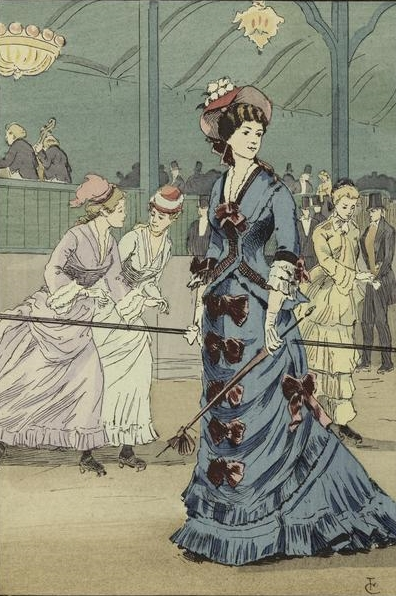
Un costum pentru patinajul pe role (1876)
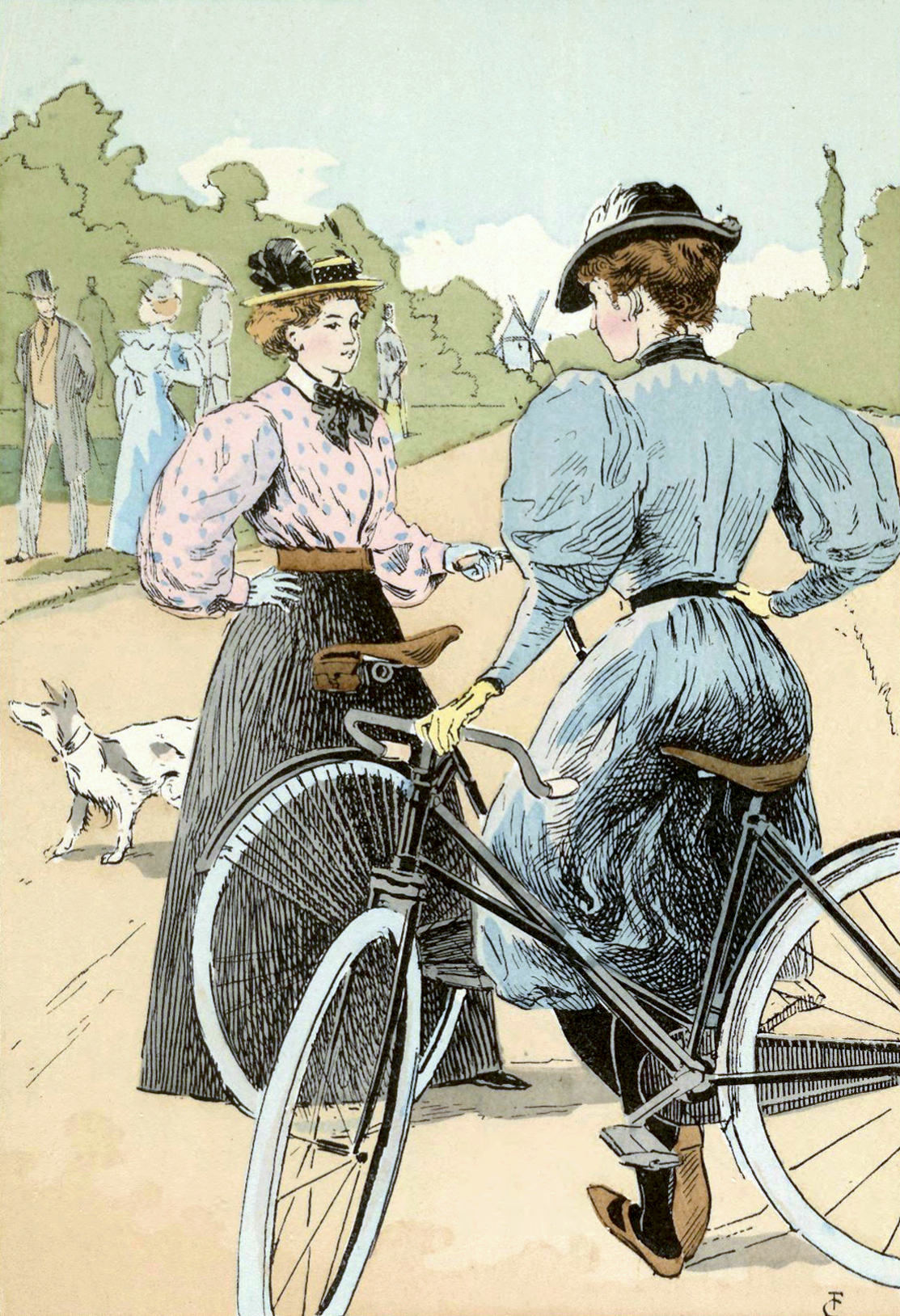
Costume pentru plimbarea pe bicicletă (1898)
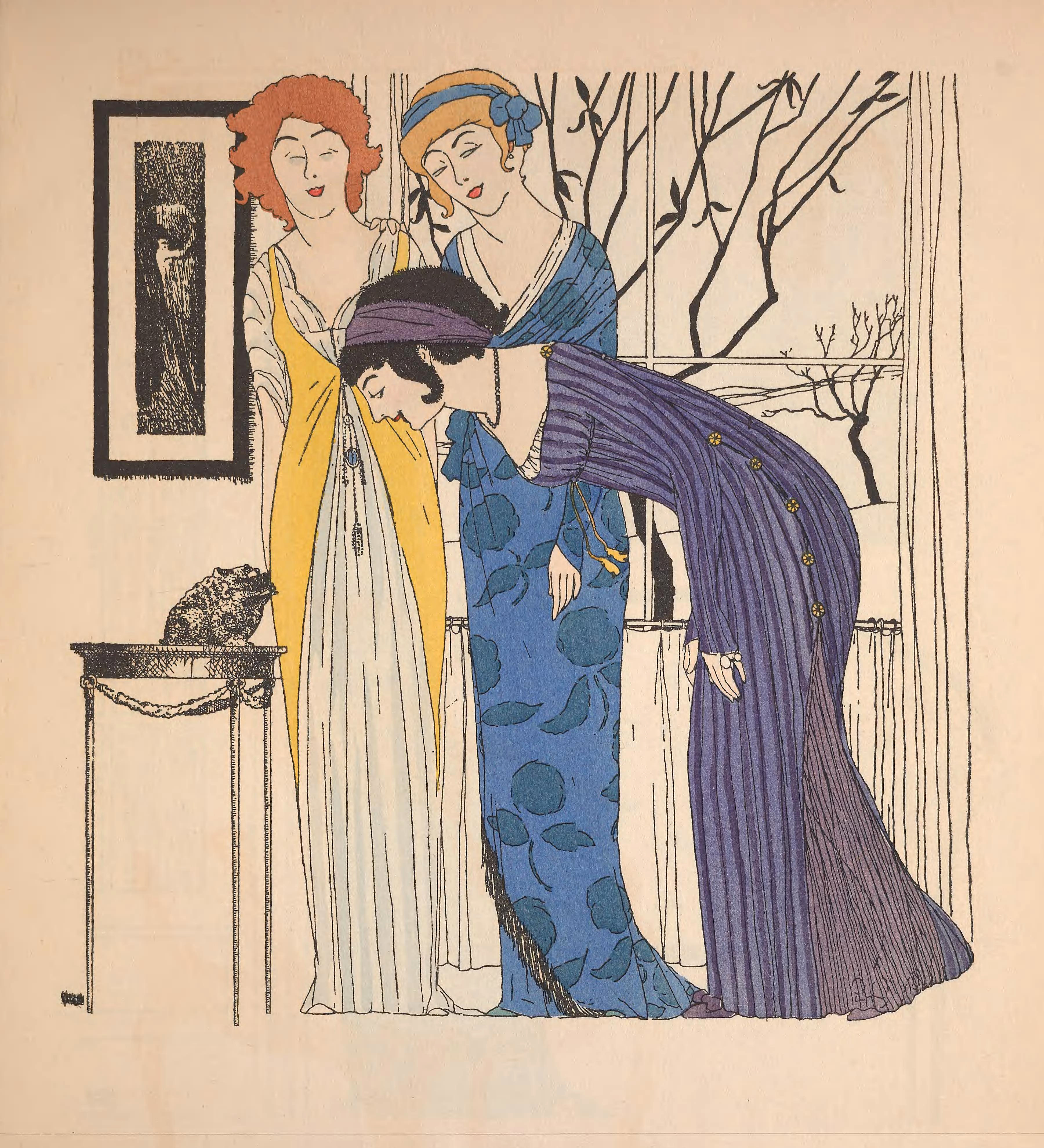
Costume desenate de Paul Poiret (1908)
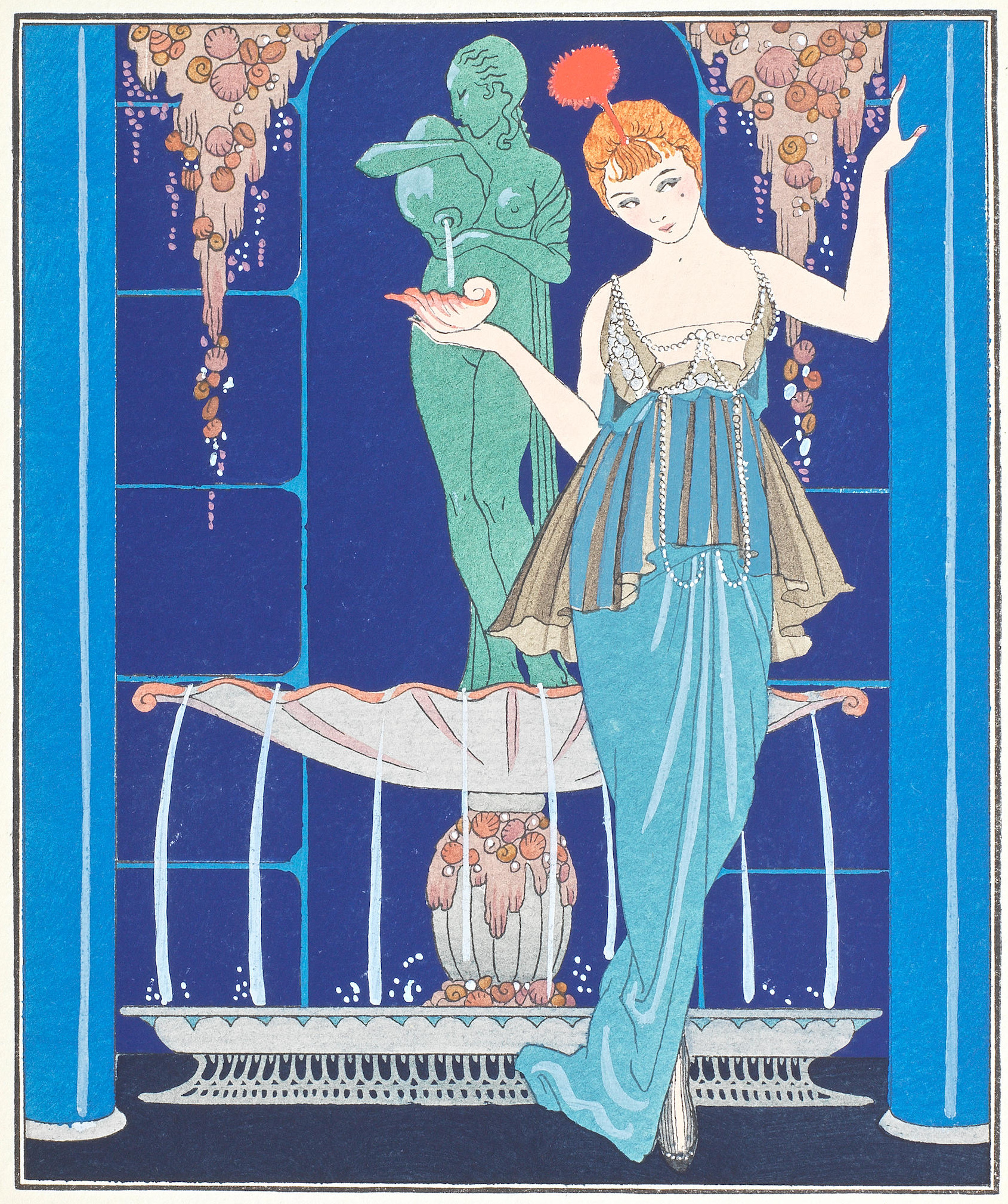
O rochie de seară de teatru, de Jeanne Paquin (1914)

## SfârșitulBelle Époque
La 28 iunie 1914, în toată Europa a ajuns vestea despre asasinarea la Sarajevo a arhiducelui Franz Ferdinand de Austria de către naționaliști sârbi. Austro-Ungaria a declarat război Serbiei la 28 iulie, iar în urma termenilor alianțelor lor, Germania s-a alăturat Austro-Ungariei, în timp ce Rusia, Marea Britanie și Franța au luptat împotriva Austro-Ungariei și Germaniei.
Odată cu izbucnirea Primului Război Mondial, Belle Époque devine o amintire.

## Filme despre Belle Époque
- Paris 1900 (de Nicole Védrès, 1948)
- Casque d'or ("Cască de aur", de Jacques Becker, 1952)
- La Belle Otero ("Frumoasa Otero", de Richard Pottier, 1954)
- French Cancan („Numai francezii pot”, de Jean Renoir, 1954)
- Un amour de Swann ("Dragostea lui Swann", de Volker Schlöndorff, 1984)
- Titanic (de James Cameron, 1997)
- Moulin Rouge (de Baz Luhrmann, 2001)
- Les Brigades du Tigre ("Brigăzile Tigrului", de Jérôme Cornuau, 2006)
- Coco avant Chanel ("Coco înainte de Chanel", de Anne Fontaine, 2009)
- Midnight in Paris ("Miezul nopții la Paris", de Woody Allen, 2011)